# Gardominka
Gardominka – rzeka w północno-zachodniej Polsce, lewobrzeżny dopływ Regi. Powstaje na północ od Wojcieszyna w gminie Nowogard z połączenia strug Wołowej i Rudki. Długość rzeki to 26,6 km, powierzchnia bezpośredniej zlewni 73 km², a powierzchnia całkowitej zlewni 112,6 km².
Na terenie powiatu gryfickiego w okolicach miejscowości Łęczna (gm. Płoty) płynie wąskim wąwozem ze stromymi zboczami (o wysokości do 4 metrów) dużym spadkiem 2‰, w 8. kilometrze biegu kanałami: Jasiel-Zagórcze i Jasiel-Kołomąć łączy się z Jeziorem Kołomąckim. Pomiędzy Baszewicami a Gardominem wpływa do niej rów szczegółowy łączący rzekę z południowym Jeziorem Trzygłowskim. Powyżej Baszewic koryto rzeki ma szerokość 5 m, jest nieuregulowane, o małym spadku. Na odcinku ujściowym od prawego brzegu wpływa do Gardominki struga Miedzna. Ujściowy odcinek poniżej Baszewic znajduje się w rejonie oddziaływania Jeziora Rejowickiego. 
W dolinie Gardominki występują lasy łęgowe o drzewostanach jesionowo-olszowych i wiązowych. Nad rzeką stwierdzono występowanie rzadkiego gatunku roślin – pływacza krótkoostrygowego.
Do Gardominki odprowadzane są wody z mechanicznej oczyszczalni ścieków w Grębocinie oraz mechaniczno-biologicznej w Trzygłowie. Obie zostały wybudowane w 1991 roku. Według danych z 2005 roku rzeczywista ilość oczyszczonych ścieków, które są spuszczane przez rów odprowadzający z Grębocina wynosi 8 m³/dobę, a z Trzygłowa – 80 m³/dobę.
W 2008 r. przeprowadzono badania jakości wód Gardominki w punkcie ujścia do Regi. W ich wyniku oceniono elementy fizykochemiczne poniżej stanu dobrego, elementy biologiczne określono na III klasy, a stan ekologiczny na umiarkowany. W ogólnej dwustopniowej ocenie stwierdzono zły stan wód Gardominki.
Nazwę Gardominka wprowadzono urzędowo w 1948 roku, zastępując poprzednią niemiecką nazwę Kardeminer Bach.

## Marginalia
We wsi Mechowo, w pobliżu której płynie rzeka, tamtejszy klub piłkarski został nazwany "Gardominka" Mechowo. 
We wsi Trzygłów znajduje się osiedle SM Gardeminka.